# Chlorophyllum
Chlorophyllum és un gènere de grans bolets agaricals. El terme Chlorophyllum originàriament va ser encunyat l'any 1898, en un moment en el qual el color de les espores era un factor determinant per a diferenciar els gèneres de fongs. El terme Chlorophyllum inicialment va servir per a determinar l'espècie C. molybdites que és verinosa i té les espores verdes (Chloro en grec) aquest bolet comparteix moltes característiques amb el gènere de bolets Lepiota però no té les espores blanques. Actualment se sap que molts bolets classificats com Macrolepiota estan molt més relacionats amb Chlorophyllum molybdites que amb altres membres del gènere Macrolepiota. El gènere Chlorophyllum té una distribució especialment en zones tropicals i conté 16 espècies. Algunes són comestibles i altres verinoses.

## Taxonomia
- C. abruptibulbum
- C. agaricoides
- C. alborubescens
- C. brunneum
- C. molybdites
- C. globosum
- C. hortense
- C. humei
- C. mammillatum
- C. neomastoideum
- C. nothorachodes
- C. olivieri
- C. rhacodes
- C. sphaerosporum
- C. subfulvidiscum
- C. subrhacodes